# Zona metropolitana de Colima-Villa de Álvarez
La zona metropolitana de Colima-Villa de Álvarez es el área resultante de la conurbación de los municipios de Colima, Comala, Coquimatlán, Cuauhtémoc y Villa de Álvarez en el estado mexicano de Colima. Se encuentra en la zona central del estado, su población según el censo del 2025, es de 511,987 habitantes lo que la convierte en el área metropolitana más poblada del estado.

## Municipios
Los municipios que componen el área metropolitana son:
| Clave | Municipio        | Población | Cabecera         |
| ----- | ---------------- | --------- | ---------------- |
| 0002  | Colima           | 169,091   | Colima           |
| 0003  | Comala           | 67,661    | Comala           |
| 0004  | Coquimatlán      | 34,837    | Coquimatlán      |
| 0005  | Cuauhtémoc       | 51,267    | Cuauhtémoc       |
| 0010  | Villa de Álvarez | 149,762   | Villa de Álvarez |

## Demografía
Según el censo del 2020 había 380,575 habitantes, 194,960 personas eran mujeres y 185,615 personas eran hombres, a lo que el 51.2% son mujeres y el 48.8% son hombres. alrededor de 31,528 habitantes tenían una edad de  20 a 24 años, 31,413 tenían edades de 15 a 19 años y 29,931 tenían de 10 a 14 años. 

### Lengua indígena
la población de 3 años y más que habla al menos una lengua indígena fue de 2210 habitantes lo que es alrededor del 0.58% lo total de la población de la zona metropolitana. Alrededor de 1,147 personas hablan la lengua Náhuatl, 480 hablan lengua Mixteca y 123 hablan lengua Mazahua.